# Guidewire Software
Guidewire Software (зазвичай вживається лише Guidewire) — підприємство-розробник програмного забезпечення, що базується в місті Сан-Матео, штат Каліфорнія. Підприємтво займається розробкою платформи для забезпечення функціонування страхових компаній, що працюють у галузі страхування майна та нещасних випадків (P&C) на території США, та в більшості інших розвинутих країн світу.
Компанію було визнано як одну з 50 найбажаніших для роботи компаній середнього розміру за версією Bay Area (від 101 до 500 співробітників) в 2010–2012 роках, а також вона увійшла до «50 найкращих великих компаній» у Glassdoor's Best Places To Work у 2015, та у 2016 році.

## Історія
Компанія була заснована в 2001 році п'ятьма людьми: Кеном Бренсоном, Джеймсом Кваком, Джоном Рагуіном, Маркусом Рю, виходцями з компаній Ariba SAP та McKinsey & Company, та Джоном Сейболдом та Марком Шоу, виходцями з Kana Software. У вересні 2011 року Guidewire подала заявку до SEC, з метою залучити до 100 мільйонів доларів США інвестицій на первинному розміщенні акцій (IPO). Акції компанії були вперше публічно продані на NYSE 30 січня 2012 року. Пізніше Guidewire IPO було визнано одним із найкращих IPO 2012 року, та навіть № 1.
Протягом років з моменту IPO, Guidewire придбала декілька компаній для розширення бізнесу: Millbrook, Inc. у 2013 році; ISCS, FirstBest та EagleEye Analytics у 2016 році; Cyence Inc. у 2017 році.
5 серпня 2019 року Guidewire призначив Майка Розенбаума генеральним директором.